# Ik hou van Holland
Ik hou van Holland is een Nederlands tv-spelprogramma gepresenteerd door Linda de Mol. In wekelijkse afleveringen van anderhalf uur moeten twee panels van elk drie bekende Nederlanders vragen beantwoorden over onder andere Nederlandstalige muziek en typisch Nederlandse weetjes. Het werd van 2008 tot en met 2016 in Nederland uitgezonden door RTL 4 en vanaf 2019 door SBS6. Ook zijn er speciale afleveringen, waaronder een jaarlijkse oudejaarsavonduitzending.

## Opzet
Er is een rood-wit-blauw team (in seizoen 14 het rode team) dat geleid wordt door Jeroen van Koningsbrugge. Het andere, het oranje team (in seizoen 14 het blauwe team), werd de eerste drie seizoenen geleid door Beau van Erven Dorens, daarna door Peter Heerschop, vanaf seizoen 7 door Guus Meeuwis, in seizoen 16 en 17 door Leo Alkemade en in seizoen 18 door Richard Groenendijk. Elk panel heeft een seizoen lang een vaste teamleider. De panelleden wisselen elke aflevering van samenstelling.
De panels dienen in eerste instantie de door de presentator gestelde vragen binnen een bepaald tijdsbestek te beantwoorden. Ze dienen hiervoor eerst op een knop te drukken. Pas daarna mag het antwoord gegeven worden. De afleveringen worden opgenomen in een tv-studio met publiek in de zaal. De vragen worden afgewisseld met het zingen van korte fragmenten uit Nederlandstalige liederen. Het is gebruikelijk dat de panelleden en het publiek massaal meezingen met het aanwezige kleine live-orkest.
Het tv-programma gebruikt als titelmuziek het lied Ik hou van Holland uit 1937 dat werd geschreven en gecomponeerd door Willy Schootemeijer en oorspronkelijk vertolkt door Joseph Schmidt. De uitvoering door de I Luv Holland-band lijkt echter meer op de versie die Heintje uitbracht in 1970.

## Geschiedenis
In 2009 kreeg Ik hou van Holland een Beeld en Geluid Award voor beste Nederlandse amusementsprogramma. In 2010 werd het genomineerd voor de Gouden Televizier-Ring en eindigde het met 25% van de stemmen als derde. De best bekeken uitzending was de sinterklaasuitzending van 2010 met drie miljoen kijkers.
In het tv-seizoen 2017-2018 werd Ik hou van Holland niet uitgezonden. In 2019 keerde het terug op SBS6, evenals de oudejaarsavonduitzending. Vanaf seizoen 16 (2020) bestaat elk team uit een teamcaptain en twee BN'ers, daarvoor waren dat er drie.
De oudejaarsspecial van Ik hou van Holland ging in 2021 niet door wegens aangescherpte landelijke maatregelen wegens de coronapandemie. Deze werd vervangen door een oudejaarsspecial van Wie van de Drie. Op 30 januari 2022 zou het zeventiende seizoen van start gaan, maar de uitzendingen werden opgeschort, nadat De Mol wegens privé-perikelen besloot tijdelijk haar werkzaamheden neer te leggen. Uiteindelijk presenteerde Rob Kemps dit seizoen. Het werd daarbij verplaatst naar het najaar. Het zeventiende seizoen zou in het voorjaar oorspronkelijk op zondagavond worden uitgezonden, maar in het najaar werd het alsnog op de zaterdagavond uitgezonden. De oudejaarsspecial van 2022 werd ook door Kemps gepresenteerd. In april 2023 werd bekendgemaakt dat met De Mol overeenstemming was bereikt dat ze dat najaar de presentatie weer op zich zou nemen. In 2024 wordt voor het eerst sinds 2012 weer een voorjaarsseizoen van Ik Hou van Holland uitgezonden. Er werd dat jaar op Oudejaarsavond net als in 2021 geen oudejaarsspecial uitgezonden. Deze werd dat jaar vervangen door een Oudejaarsspecial van 30 seconds.

## Ronden

### Standaardronden
De vragen worden per thema gesteld. Dit waren:
- Fragmentvragen: Een tv-fragment met een bijbehorende vraag (alle seizoenen, 2× per aflevering, 1× één tegen één en 1× met het hele team, in seizoen 16 1× per aflevering, drie vragen één tegen één en 1 met het hele team)
- Spellingsronde: Woorden moeten worden gespeld (alle seizoenen)
- Rijtjes raden: Steekwoorden bij een vraag (alle seizoenen)
- Rad van Fortuin: Finaleronde (alle seizoenen vanaf seizoen 2)
- Wat zullen we eten?: Vraag bij een Hollands gerecht (seizoen 1)
- Het meegebrachte woord: Raden van betekenis van een onbekend woord (seizoen 1 t/m 4, 11)
- Namen raden: Raden van bekende Nederlanders of woorden (alle seizoenen, behalve seizoen 9 en 15 en Oudejaarsspecial 2019)
- Ons kent ons: Afmaken van de mening van Nederlanders (seizoen 2 en 3)
- Wat vraagt 'ie?: Vraag in een Nederlands dialect (seizoen 4)
- Roddelen: Roddel doorvertellen (seizoen 5 t/m 7 en vanaf seizoen 10)
- Verjaardagsspel, tijdens oudejaarsspecials Oliebollenbomspel: Vragen met een "bom" die rondgaat (vanaf seizoen 6)
- Maskerspel: Bekende Nederlanders rangschikken met maskers (seizoen 6 en 7)
- Spreekwoorden: Spreekwoorden raden (seizoen 7 en 8)
- Geen ja, geen nee, geen uh: Gesprek met Linda (in seizoen 17 met Rob) met verbod op ja, nee en uh (vanaf seizoen 8)
- Anagrammen: Anagrammen van namen van bekende Nederlanders raden (seizoen 8 t/m 10)
- Kaaswerpen (tijdens oudejaarsspecials Appelbeignetwerpen): De kaas (of appelbeignet) op een plaats in Nederland leggen (vanaf seizoen 9)
- Linda's supermarkt: Voorwerpen die langskomen onthouden (seizoen 10)
- De buikbak: Degene die antwoord moet geven op de vraag van Linda wordt gekozen door de coach (seizoen 14 en 15)
- Beeldrijmspel: Foto's van bekende Nederlanders waarbij een rijmpje moet worden verzonnen (seizoen 15)
- Woorden raden: Dit spel is een variant op "Schreeuwlelijk" uit Alles mag op ... De leden van een team krijgen koptelefoons met muziek op. Eén teamlid schreeuwt woorden en de ander beeldt deze uit. Het derde teamlid moet deze woorden proberen te raden aan de hand van de lipbewegingen en gebaren van de andere twee teamleden. Na elk woord wisselen de teamleden van plaats (vanaf seizoen 17).
- Vergeten woorden: Linda noemt een woord dat niet meer wordt gebruikt. De bedoeling is dat daarvan de juiste betekenis wordt geraden. De teams kunnen kiezen uit drie betekenissen. Bij een goed antwoord krijgt het team een joker voor in de finale. Bij een fout antwoord gaat deze naar het andere team. Met deze joker kan het team een eigen slechte draai vervangen door een nieuwe draai of een zeer goede draai van het andere team wegpakken, zodat zij opnieuw moeten draaien (vanaf seizoen 18).
- Raad een lied of niet: Meerdere variaties op raden van een lied (alle seizoenen). Niet alleen het lied moet worden geraden, maar ook de oorspronkelijke artiest. Hierbij wordt steeds een deel van het te raden lied gezongen in de studio, waarbij het publiek ook mee mag zingen. Ook de tv-kijkers kunnen hierbij meezingen, aangezien de tekst in beeld verschijnt.
  - Melodie: Lied raden aan de hand van de melodie, gespeeld door de I Luv Holland-band en in seizoen 16 ook door Orgel Joke (alle seizoenen)
  - Meneer Cheung Hoi Chi: Een Chinese man die geen Nederlands spreekt zingt een lied, waarbij beide teams moeten raden welk lied hij zingt (seizoen 4, seizoen 8 t/m 14)
  - Liedjes met foto's: Lied raden aan de hand van vier foto's (seizoen 4 en 5)
  - Vertaling: Een tekst van een niet-Nederlandstalig lied van een Nederlandse artiest wordt vertaald naar het Nederlands en opgelezen door Linda de Mol. Aan de hand van de vertaalde tekst moet het lied worden geraden (seizoen 5 t/m 7 en seizoen 11).
  - 2 liedjes door elkaar: De I Luv Holland-band speelt de melodie van een lied, waar de tekst van een ander lied doorheen gezongen wordt. De teams moeten beide liedjes zien te raden, waarna een van de twee liedjes wordt gezongen in de studio (seizoen 6 t/m 8, seizoen 14, 15 en vanaf seizoen 17).
  - Rebus: Lied raden aan de hand van een rebus (seizoen 6 t/m 8)
  - De 5 woorden: Lied raden aan de hand van 5 woorden uit de songtekst (seizoen 9)
  - Anagram: Lied raden aan de hand van een anagram waarin de titel verborgen zit. De letters worden hierbij een voor een op de juiste plek gezet (seizoen 11, 15 en vanaf seizoen 17).
  - Andere tekst: Er wordt door de teamcaptain een tekst uit een boek gezongen op de melodie van een bestaand lied. Deze tekst komt elke aflevering uit een ander boek. De rest van het team moet raden van welk lied de melodie was (seizoen 12).
  - Mirjam Stolk: Deze gebarentolk beeldt een lied uit. De teams moeten zien te raden welk lied zij uitbeeldt (seizoen 16).

### Speciale ronden
Deze ronden zijn verbonden aan speciale edities van Ik hou van Holland, en komen derhalve in de gewone afleveringen niet voor.
In Holland staat een huis(alleen tijdens Koninginnedagedities 2009 en 2010): dit spel is gekoppeld aan de uitreiking van de prijzen uit de Nationale Postcode Loterij. Tijdens het spel onthult Linda de Mol de winnende postcodes, waarna om beurten een lid uit een van beide teams moet proberen de plaats horend bij deze postcode aan te wijzen op een kaart van Nederland.
RTL-fragmentenspeciale ronde tijdens de 'Viert 20 jaar RTL'-editie en de 'Ik hou van RTL' (25 jaar RTL)-editie.
Sinterklaas-fragmentenspeciale ronde tijdens sinterklaasspecial 2009 en 2015.
De waslijnspeciale ronde tijdens de WK-special 2010. Hierin moesten deelnemers van beide teams T-shirts van voetballers of voetbalcoaches aan de hand van een onderwerp (meeste doelpunten, duurste transfers, enz.) in goede volgorde aan een waslijn hangen.
Nederlander van het jaaralleen tijdens oudejaarseditie 2008

## Seizoensoverzicht
De afleveringen op RTL 4 werden uitgezonden op zaterdagavond van 20:30 tot 22:00 uur, behalve in seizoen 13, toen het programma werd uitgezonden van 21:00 tot 22:30 uur. De afleveringen op SBS6 (vanaf seizoen 15) worden op zaterdagavond van 20:00 tot 21:30 uur uitgezonden. Specials zijn niet meegenomen in deze tabel.
| Seizoen | Presentatie  | Teamcaptains                                         | Teamcaptains                                  | Aantal afl. | Start seizoen     | Start seizoen | Einde seizoen    | Einde seizoen | Gemiddelde kijkcijfers |
| Seizoen | Presentatie  | Rood-wit-blauw (seizoen 1-13, 15-) Rood (seizoen 14) | Oranje (seizoen 1-13, 15-) Blauw (seizoen 14) | Aantal afl. | Datum             | Kijkcijfers   | Datum            | Kijkcijfers   | Gemiddelde kijkcijfers |
| ------- | ------------ | ---------------------------------------------------- | --------------------------------------------- | ----------- | ----------------- | ------------- | ---------------- | ------------- | ---------------------- |
| 1       | Linda de Mol | Jeroen van Koningsbrugge                             | Beau van Erven Dorens                         | 7           | 8 maart 2008      | 1.226.000     | 19 april 2008    | 1.502.000     | 1.358.000              |
| 2       | Linda de Mol | Jeroen van Koningsbrugge                             | Beau van Erven Dorens                         | 6           | 8 november 2008   | 1.445.000     | 13 december 2008 | 1.877.000     | 1.466.000              |
| 3       | Linda de Mol | Jeroen van Koningsbrugge                             | Beau van Erven Dorens                         | 6           | 7 maart 2009      | 1.522.000     | 18 april 2009    | 1.442.000     | 1.594.000              |
| 4       | Linda de Mol | Jeroen van Koningsbrugge                             | Peter Heerschop                               | 5           | 31 oktober 2009   | 2.183.000     | 28 november 2009 | 2.019.000     | 2.052.000              |
| 5       | Linda de Mol | Jeroen van Koningsbrugge                             | Peter Heerschop                               | 8           | 6 maart 2010      | 1.957.000     | 24 april 2010    | 2.192.000     | 2.172.000              |
| 6       | Linda de Mol | Jeroen van Koningsbrugge                             | Peter Heerschop                               | 11          | 2 oktober 2010    | 2.300.000     | 11 december 2010 | 2.537.000     | 2.434.000              |
| 7       | Linda de Mol | Jeroen van Koningsbrugge                             | Guus Meeuwis                                  | 8           | 26 maart 2011     | 2.711.000     | 14 mei 2011      | 2.425.000     | 2.363.000              |
| 8       | Linda de Mol | Jeroen van Koningsbrugge                             | Guus Meeuwis                                  | 9           | 24 september 2011 | 2.193.000     | 19 november 2011 | 2.501.000     | 2.538.000              |
| 9       | Linda de Mol | Jeroen van Koningsbrugge                             | Guus Meeuwis                                  | 8           | 25 februari 2012  | 2.421.000     | 14 april 2012    | 2.458.000     | 2.575.000              |
| 10      | Linda de Mol | Jeroen van Koningsbrugge                             | Guus Meeuwis                                  | 8           | 20 oktober 2012   | 2.397.000     | 8 december 2012  | 2.221.000     | 2.288.000              |
| 11      | Linda de Mol | Jeroen van Koningsbrugge                             | Guus Meeuwis                                  | 8           | 31 augustus 2013  | 1.762.000     | 19 oktober 2013  | 2.063.000     | 1.920.000              |
| 12      | Linda de Mol | Jeroen van Koningsbrugge                             | Guus Meeuwis                                  | 7           | 8 november 2014   | 2.079.000     | 20 december 2014 | 2.002.000     | 1.875.000              |
| 13      | Linda de Mol | Jeroen van Koningsbrugge                             | Guus Meeuwis                                  | 8           | 17 oktober 2015   | 2.125.000     | 5 december 2015  | 1.939.000     | 2.038.000              |
| 14      | Linda de Mol | Jeroen van Koningsbrugge                             | Guus Meeuwis                                  | 8           | 29 oktober 2016   | 1.841.000     | 17 december 2016 | 1.380.000     | 1.682.000              |
| 15      | Linda de Mol | Jeroen van Koningsbrugge                             | Guus Meeuwis                                  | 8           | 7 september 2019  | 1.183.000     | 26 oktober 2019  | 951.000       | 1.178.000              |
| 16      | Linda de Mol | Jeroen van Koningsbrugge                             | Leo Alkemade                                  | 9           | 29 augustus 2020  | 859.000       | 24 oktober 2020  | 1.027.000     | 847.000                |
| 17      | Rob Kemps    | Jeroen van Koningsbrugge                             | Leo Alkemade                                  | 8           | 3 september 2022  | 606.000       | 22 oktober 2022  | 697.000       | 785.000                |
| 18      | Linda de Mol | Jeroen van Koningsbrugge                             | Richard Groenendijk                           | 9           | 2 september 2023  | 746.000       | 28 oktober 2023  | 829.000       | 774.111                |
| 19      | Linda de Mol | Jeroen van Koningsbrugge                             | Richard Groenendijk                           | 8           | 24 februari 2024  | 790.000       | 13 april 2024    | 679.000       | 728.500                |

### Specials
Tot en met december 2020 zijn er in totaal 22 thema-uitzendingen geweest.
- Sinterklaas (2008 t/m 2010, 2012 en 2015)
- Oudejaarsavond (2008 t/m 2016, 2019 en 2020, 2022–heden), stond in 2020 tevens in het teken van 25 jaar SBS
- Koninginnedag (2009 en 2010)
- 20 jaar RTL (2009)
- WK voetbal (2010)
- Ik hou van Beatrix (2013)
- Ik hou van RTL / 25 jaar RTL (2014)

## Corona
Vanwege de coronapandemie had het programma in seizoen 16 een andere setting. Zo waren er twee BN'ers te gast in het panel in plaats van drie en moest dit seizoen zonder publiek worden uitgezonden. In plaats van volle publiekstribunes werden beide kanten van de studio gevuld door een huishouden in een woonkamersetting. De teams wonnen gedurende de show prijzen voor die gezinnen. Het gezin van het winnende team won tevens de hoofdprijs (de prijs die normaal gesproken naar het publiek op de tribune van het winnende team zou gaan). Orgel Joke en gebarentolk Mirjam Stolk wisselden elkaar elke week af en vertolkten op hun eigen manier een Nederlandse hit. De liedjes werden gezongen door zangers en zangeressen in plaats van door het publiek. Ook werd bij het kaaswerpen de kaas met een stok op de kaart van Nederland geplaatst in plaats van met de hand. Daarnaast was er maar één fragmentvragenronde in plaats van twee, waarbij drie vragen één tegen één en één vraag met het hele team werd gespeeld. 

## Buitenlandse versies
Landen waar het programma ook wordt (of werd) uitgezonden:
| Eerste uitzending                            | Land                | Titel                                          | Zender                                                 | Presentatie                                                                                           | Website |
| -------------------------------------------- | ------------------- | ---------------------------------------------- | ------------------------------------------------------ | --- | ------- |
| 2008 (oktober)                               | Tsjechië            | I love Česko Máme rádi Česko                   | TV Nova Prima family                                   | Halina Pawlowská Libor Bouček                                                                         | Link    |
| 2009 (maart)                                 | China               | 我爱我的祖国 (Wǒ Ài Wǒ De Zǔ Guó) I Love China | 四川电视台 (Sichuan TV) 湖北广播电视台 (HB (Hubei) TV) | 宁远 (Níngyuǎn) 王一楠 (Wáng Yīnán) 李艾 (Lǐ Ài)                                                      |         |
| 2009 (maart) November 2012 (?), 2016 (maart) | Polen               | Kocham Cię, Polsko!                            | TVP2                                                   | Maciej Kurzajewski (2009-2012), Barbara Kurdej-Szatan (2016-2018)                                     | Link    |
| 2009 (juli)                                  | Oekraïne            | Я люблю Україну (Ja ljoebljoe Oekrajinoe)      | 1+1 TET                                                | Лідія Таран (Lidia Taran) Юрий Горбунов (Yury Horbunov) Мішина Ксенія Олександрівна (Kseniia Mishyna) | Link    |
| 2009 (december)                              | Georgië             | მე მიყვარს საქართველო (me miqvars sakartvelo)  | 1TV                                                    | მაკა ცინცაძე (mak'a tsintsadze)                                                                       | Link    |
| 2010 (oktober)                               | Griekenland         | Ελλάδα Σ' Αγαπώ (Ellada S'agapò)               | Mega Channel                                           | Doretta Papadimitriou                                                                                 | Link    |
| 2010 (oktober)                               | België (Vlaanderen) | Zot van Vlaanderen                             | VTM                                                    | Rani De Coninck                                                                                       | Link    |
| 2010 (november)                              | Denemarken          | Hva' så Danmark                                | DR1                                                    | Felix Smith                                                                                           | Link    |
| 2011 (juli)                                  | Duitsland           | Ich liebe Deutschland                          | Sat.1                                                  | Jürgen von der Lippe                                                                                  | Link    |
| 2011 (oktober), 2017                         | Hongarije           | Magyarország, szeretlek!                       | M1 Duna Televízió MTVA                                 | Szente Vajk Csaba Pindroch                                                                            | Link    |
| 2012 (maart)                                 | Slovenië            | Moja Slovenija                                 | RTV SLO 1                                              | Mario Galunič                                                                                         | Link    |
| 2012 (oktober)                               | Kroatië             | Volim Hrvatsku                                 | HRT                                                    | Mirko Fodor Daniela Trbović (2014)                                                                    | Link    |
| 2013 (maart)                                 | Zweden              | Hela Sveriges Fredag!                          | SVT1                                                   | Malin Olsson                                                                                          | Link    |
| 2013 (augustus)                              | Verenigd Koninkrijk | I Love My Country                              | BBC One                                                | Gabby Logan                                                                                           | Link    |
| 2020 (zomer)                                 | Spanje              | Typical Spanish                                | TVE 1                                                  | Frank Blanco                                                                                          |         |

Landen die het programma hebben gekocht:
- Australië
- Nieuw-Zeeland

## Bordspel
- In 2008 werd een bordspel van Ik hou van Holland uitgebracht. In 2009 kwam er een uitbreiding van dit spel, met 450 nieuwe vragen. Ook is er een app ontwikkeld. Daarnaast is ook het verjaardagsspel als gezelschapsspel uitgebracht. Het verjaardagsspel is tevens als app uitgebracht, zodat het ook digitaal is te spelen via de mobiele telefoon. Deze fungeert hierbij tevens als "bom". Het bordspel is in andere jaren opnieuw uitgebracht met actuele vragen.

## Trivia
- De AVRO zond de documentaireserie Holland: Van Texel tot Tiengemeten in 2004 abusievelijk uit onder de titel Ik hou van Holland.
- Sinds het najaar van 2021 zendt SBS6 een soortgelijk programma uit onder de titel Wie kent Nederland, gepresenteerd door Wendy van Dijk.